# Philippe-François de Rastel de Rocheblave
 (septembre 2023).
Si vous disposez d'ouvrages ou d'articles de référence ou si vous connaissez des sites web de qualité traitant du thème abordé ici, merci de compléter l'article en donnant les références utiles à sa vérifiabilité et en les liant à la section « Notes et références ».
Philippe-François de Rastel de Rocheblave, dit Chevalier de Rocheblave, né le 23 mars 1727 à Savournon dans les Hautes-Alpes et mort le 3 avril 1802 à Québec (ville), est un officier de l'armée française, un homme d'affaires et un homme politique canadien du Bas-Canada. Il fait partie de la noblesse de Nouvelle-France.

## Biographie

### Sa jeunesse en France
Philippe-François de Rastel de Rocheblave naquit au sein d'une famille noble. Ses frères émigrèrent également vers les colonies françaises ; Simon, mort en Louisiane, Ambroise, mort au Canada, Isidore, mort au Sénégal, Paul, mort en Louisiane, Thomas mort aux Indes, Joseph et Alexandre, tués au siège de Villefranche, Paul Gabriel, mort à Saint-Domingue.
Philippe-François de Rastel de Rocheblave a fait ses premières armes lors de la bataille de Fontenoy, en 1745.

### Sa carrière militaire en Nouvelle-France
Il a dirigé les troupes françaises en Nouvelle-France au cours de la guerre de Sept Ans, servant comme lieutenant au fort de Chartres dans le pays des Illinois. Il a ensuite créé une société commerciale de vente de la fourrure à Kaskaskia.
Après 1763, et l'arrivée des Britanniques, il part s'établir en Louisiane française. Il est devenu commandant de la cité coloniale de Sainte-Geneviève lors de la période espagnole de la Louisiane espagnole.
En 1766, les Britanniques l'appellent pour commander le fort de Chartres qu'il connaît bien car il y fut lieutenant sous le régime français.
Vers 1774, il prend le commandement de Kaskaskia sous les ordres des Britanniques.
En 1778, au cours de la guerre d'indépendance américaine, le commandant George Rogers Clark de la milice du Kentucky, prend Kaskaskia pour les Américains et fait prisonnier le chevalier de Rocheblave. Rocheblave fut envoyé en Virginie d'où il s'échappa pour rejoindre les forces britanniques postées à New York.

### Son parcours politique au Canada
Après la fin de la guerre d'Indépendance américaine, le chevalier de Rocheblave a amené sa famille à Montréal, puis ils s'établirent ensuite à Varennes vers 1789. Il s'est impliqué dans le commerce de la fourrure dans la région de Détroit.
En 1796, il a été élu à l'Assemblée législative du Bas-Canada pour le Surrey, il a été élu en 1796 et réélu en 1800, et servit jusqu'à sa mort à Québec en 1802. Il fut ainsi élu à la première législature du Bas-Canada, puis à la deuxième législature du Bas-Canada et enfin à la troisième législature du Bas-Canada.
Ses fils, Noël de Rastel de Rocheblave et Pierre de Rastel de Rocheblave sont également devenus membres de l'assemblée législative et Pierre a également été membre du conseil législatif.
Philippe-François de Rastel de Rocheblave a été enterré dans l'ancien cimetière des Picotés situé dans le Vieux-Québec.